# Castilla la Vieja
Castilla la Vieja fue el nombre de una de las antiguas regiones clasificatorias en que se subdividía España antes del régimen autonómico actual; fue oficialmente creada con la división provincial de 1833. Correspondía a la zona norte del antiguo reino de Castilla y a parte del de León, al norte del Sistema Central. Aunque sus límites variaron a lo largo del tiempo, su territorio se correspondió durante la mayor parte de su existencia con el de las provincias de Santander, Burgos, Logroño, Soria, Segovia, Ávila, Valladolid y Palencia. Las provincias que formaban Castilla la Vieja coinciden con las que actualmente forman las comunidades autónomas de Castilla y León (menos León, Zamora y Salamanca, que juntas formaban la región de León), Cantabria y La Rioja.
El nombre también se aplicaba a la capitanía general de Castilla la Vieja, compuesta por las provincias de Valladolid, Ávila, Salamanca, Zamora, León, Oviedo y Palencia.

## Ámbito territorial

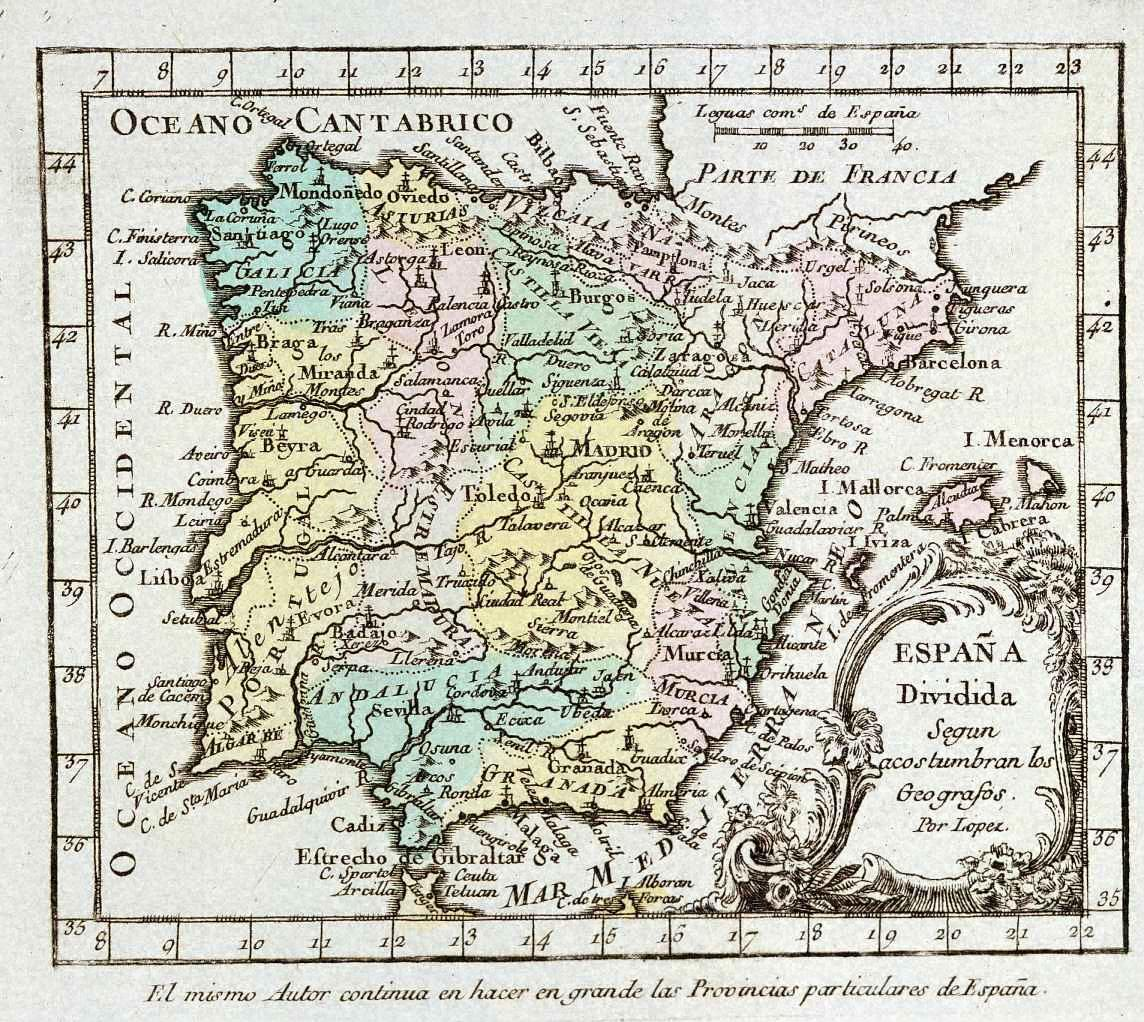
España dividida según acostumbran los geógrafos, por Tomás López, 1757, Biblioteca Nacional de España.

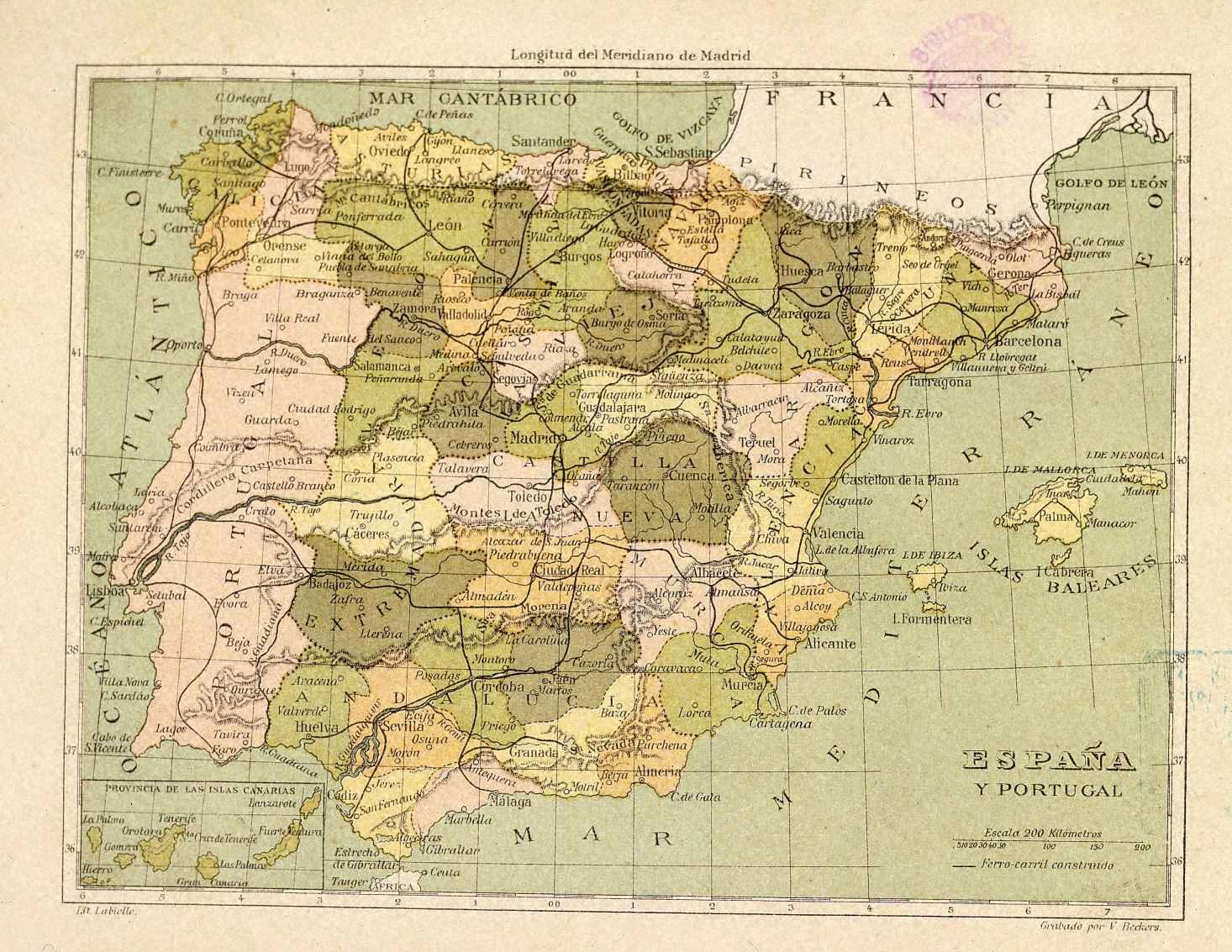
España y Portugal, por V. Beckers, 1850, Biblioteca Nacional de España, con la división provincial de Javier de Burgos y la provincia de Palencia incorporada a León.

Dependiendo del momento histórico estuvo constituida por las provincias de Ávila, Burgos, Logroño (desde 1980, La Rioja), Segovia, Soria, Santander (desde 1980 Cantabria), Palencia y Valladolid. Así la división territorial de España en provincias de 1833 establecía que «Castilla la Vieja se divide en ocho provincias, a saber: Burgos, Valladolid, Palencia, Ávila, Segovia, Soria, Logroño y Santander», si bien las regiones mencionadas en el Real Decreto de 30 de noviembre de 1833 por el que se creaban las provincias carecían de cualquier función jurisdiccional o administrativa, y no existía ningún nivel administrativo superior al provincial.
Sin embargo, en el Proyecto económico, en que se proponen varias providencias, dirigidas á promover los intereses de España, con los medios y fondos necesarios para su plantificacion escrito en el año 1762 por D.Bernardo Ward, del Consejo de S.M y su Ministro de la Real Junta de Comercio y Moneda. Obra póstuma. Segunda Impresión. Joachim Ibarra. Impresor de S.M. impreso en 1779, Cantabria (o Montaña) y Rioja aparecen como regiones distintas a Castilla la Vieja, pero no en cambio en el libro Becerro de Behetrías de 1354 en que aparecen como "Merindades de Castilla" la Merindad de Asturias de Santillana, la Merindad de Campoo y la Merindad de Liébana y Pernía (con capital en Cervera de Pisuerga). En la propuesta de división territorial de España se dice: «Se dividirá el Reyno en trece departamentos, que serán: 1.º: Galicia, 2.º: El Reyno de León y Asturias, 3.º: Vizcaya, Cantabria, o Montaña, y Navarra, 4.º: El Reyno de Aragón, 5.º: Cataluña, 6.º: Valencia, 7.º: Murcia, 8.º: Andalucía, 9.º: Extremadura, 10.º y 11.º: Castilla la Vieja con la Rioja que por su extensión e importancia formará dos Departamentos: y asimismo 12.º y 13.º: Castilla la Nueva incluyendo la Mancha y la Alcarria.»

## Orígenes

División durante el Antiguo Régimen.

Sus orígenes están en la Castilla histórica que se formó en el siglo IX en el norte de lo que actualmente es la provincia de Burgos. Ya desde el siglo XIV se identificó el llamado Reino de Castilla o Castilla la Vieja con los territorios de la Merindad Mayor de Castilla y con los alfoces de la Extremadura castellana de la cara norte del Sistema Central; este reino, junto con el Reino de Toledo, formaba parte de Castilla.
Ya hacia el siglo XVI al Reino de Castilla empieza a denominársele Castilla la Vieja y al de Toledo se le pasa a conocer como Castilla la Nueva; durante algún tiempo también se llamó Novísima Castilla a Andalucía. En el siglo XVIII, Carlos III asignaba al llamado reino de Castilla la Vieja las provincias de Burgos, Soria, Segovia, Ávila, Valladolid y Palencia (cuyos límites no coinciden con los actuales, ya que además en aquel entonces no existían ni la provincia de Santander (perteneciente en su mayor parte a la de Burgos y la de Toro) ni la provincia de Logroño (integrada casi por completo en las provincias de Soria y Burgos) y la franja norte de la actual provincia de Guadalajara estaba incluida en Soria; además las actuales comarcas toledanas de la Campana de Oropesa y la Sierra de San Vicente pertenecían a la provincia de Ávila.
En plena Guerra de la Independencia (1808-1814), la Junta Superior de León acordó convocar a diputados de Castilla y autoproclamarse Junta Superior de León y Castilla. La victoria en Bailén no acabó con los desacuerdos y la Junta Central aprobó un Reglamento de las Juntas Superiores Provinciales (1 de enero de 1809) con el fin de regular el movimiento insurreccional de las provincias.

## Constitución de 1812
La Constitución española de 1812 reconoce la región:

El territorio español comprende en la Península con sus posesiones e islas adyacentes: Aragón, Asturias, Castilla la Vieja, Castilla la Nueva, Cataluña, Córdoba, Extremadura, Galicia, Granada, Jaén, León, Molina, Murcia, Navarra, Provincias Vascongadas, Sevilla y Valencia, las islas Baleares y las Canarias con las demás posesiones de África...

## División territorial de 1833

Mapa de la división provincial y regional de España en 1833.

El Real Decreto del 30 de noviembre de 1833, reforma de Javier de Burgos, puso las bases de la división en provincias que con algunas modificaciones ha llegado hasta nuestros días; en ese decreto, aparte de las citadas (con sus límites actuales), las de Logroño y Santander eran atribuidas también a la región de Castilla la Vieja.
Hacia 1850 las provincias de Valladolid y Palencia aparecerán en algunos mapas como pertenecientes a la región denominada Reino de León, quedando en Castilla la Vieja únicamente las de Santander, Burgos, Logroño, Soria, Segovia y Ávila. Así en la Geografía general de España: comparada con la primitiva, antigua y moderna de Juan Bautista Carrasco (1861) el viejo Reino de León, con toda la tierra «conquistada por los reyes de Oviedo», comprendía las «Nuevas provincias creadas en 1833» de León, Palencia, Salamanca, Valladolid y Zamora, en tanto el Reino de Castilla, «comarca que hoy se distingue por Castilla la Vieja, libre de los árabes en el siglo IX», incluía las nuevas provincias de Ávila, Burgos, Logroño, Santander, Segovia y Soria. Esta agrupación, sin carácter administrativo, que sufrió otros intentos de reforma durante el XIX, es la que ha perdurado en los libros y enciclopedias desde mediados del siglo XIX hasta superada la segunda mitad del siglo XX. Por ejemplo, las primeras ediciones del Espasa, las primeras de la Enciclopedia Británica y la popular enciclopedia escolar Álvarez establecían esta división de provincias entre Castilla la Vieja y León.

## Del Sexenio Revolucionario a la II República (1868-1936)

Estados que compondrían la nación española según el proyecto de Constitución Federal de 1873

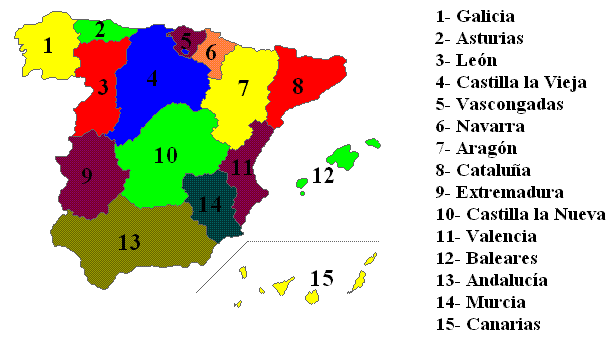
Castilla la Vieja fue una de las regiones con derecho a nombrar un vocal en el Tribunal de Garantías Constitucionales de la II República

Durante el Sexenio Revolucionario (1868-1874), republicanos federales proyectaron crear un estado federado de 17 provincias llamado Federación Castellana en 1869 (Pacto Federal Castellano) y otro en 1873 (Proyecto de Constitución Federal de 1873), que hubiera comprendido once provincias: Ávila, Burgos, León, Logroño, Palencia, Salamanca, Santander, Segovia, Soria, Valladolid y Zamora.
Años después, en mayo de 1883, algunos republicanos de León redactaron con sus correligionarios de Valladolid la Constitución Federal de Toro. Asimismo, también en ese mismo año se redactó la Constitución Republicana Federal del Estado Riojano.
La Diputación Provincial de León acordó, el 13 de julio de 1914, apostar por la Mancomunidad Castellana "con el mayor número de provincias castellanas, procurando se denomine de Castilla y León". En la década de 1920, las once provincias de Castilla la Vieja y León promovieron un único pabellón, llamado de Castilla la Vieja y León, en la Exposición Iberoamericana de Sevilla de 1929. Desde inicios del siglo XIX, varias organizaciones de diversa índole surgieron por la inexistencia de una frontera en el conjunto regional denominado con los nombres históricos de Castilla la Vieja y León o uniendo a sus oriundos: Academia Médico-Quirúrgica de Castilla la Vieja (1830), Asociación para el Fomento de la Agricultura y la Ganadería de Castilla la Vieja (1859), Colegio de Farmacéuticos de Castilla la Vieja (1865), Federación Agrícola de Castilla La Vieja (1901), Federación Veterinaria Regional de Castilla la Vieja y León (¿1920?), Casa de León y Castilla (1925), Copa de Castilla y León de fútbol (1925), etc. Cabe señalar que la quinta edición del Congreso de la Federación Agrícola de Castilla La Vieja (1906) tuvo lugar en la ciudad de León con patrocinio de su Diputación Provincial.
Ya a principios del siglo XX se ve surgir cierta ola de regionalismo castellanoviejo promovido principalmente por escritores como el segoviano Luis Carretero Nieva, con su libro La cuestión regional de Castilla la Vieja (el regionalismo castellano). En 1918, Luis Carretero reconoció que la opción unitaria, la de Castilla la Vieja y León, usaba "un método fundamentalmente científico" y destacaba de ella "la capacidad intelectual".
A principios del siglo XX, en 1906, el filósofo zamorano Pedro González García afirmaba que las fronteras entre la Castilla primigenia, Extremadura y León eran "meros accidentes de limitación histórica".
Tras la proclamación de la II República en 1931, la Constitución otorgó a las regiones el derecho a conformarse en autonomías, dándose varios proyectos en Castilla la Vieja que no llegaron a ver la luz. En 1933, la Ley Orgánica del Tribunal de Garantías Constitucionales, de 14 de junio de 1933, recogía en su articulado que Castilla la Vieja era una de las regiones con derecho a nombrar un vocal en dicho Tribunal. Esta ley recogía la formación de Castilla la Vieja por las provincias de Ávila, Burgos, Logroño, Palencia, Santander, Segovia, Soria y Valladolid. Finalmente, el vocal designado por Castilla la Vieja fue Pedro Jesús García, siendo elegido como suplente Vicente Rodríguez. En mayo de 1933, pocos días antes de la aprobación de la Ley Orgánica del Tribunal de Garantías Constitucionales, un diputado por la provincia de León, Juan Castrillo Santos, defendió que las provincias de Valladolid y Palencia no dejaran de ser consideradas como parte de la región leonesa.

## Guerra Civil y Franquismo
Tras el estallido de la Guerra Civil en 1936, Castilla la Vieja mantuvo durante el franquismo su reconocimiento oficial como una de las regiones de España, si bien, al tratarse de un Estado centralizado, no poseía ningún grado de autonomía administrativa.
En julio de 1971, a iniciativa de los presidentes de las diputaciones de Burgos, León, Palencia y Segovia, se iniciaron una serie de reuniones de varias de las once diputaciones provinciales de Castilla la Vieja y León y se crearon varias ponencias de estudio en materia de asistencia sanitaria, atención de discapacitados, interconexión de redes de carreteras, plan turístico o creación de la mancomunidad castellano-leonesa.

## Periodo preautonómico y autonómico

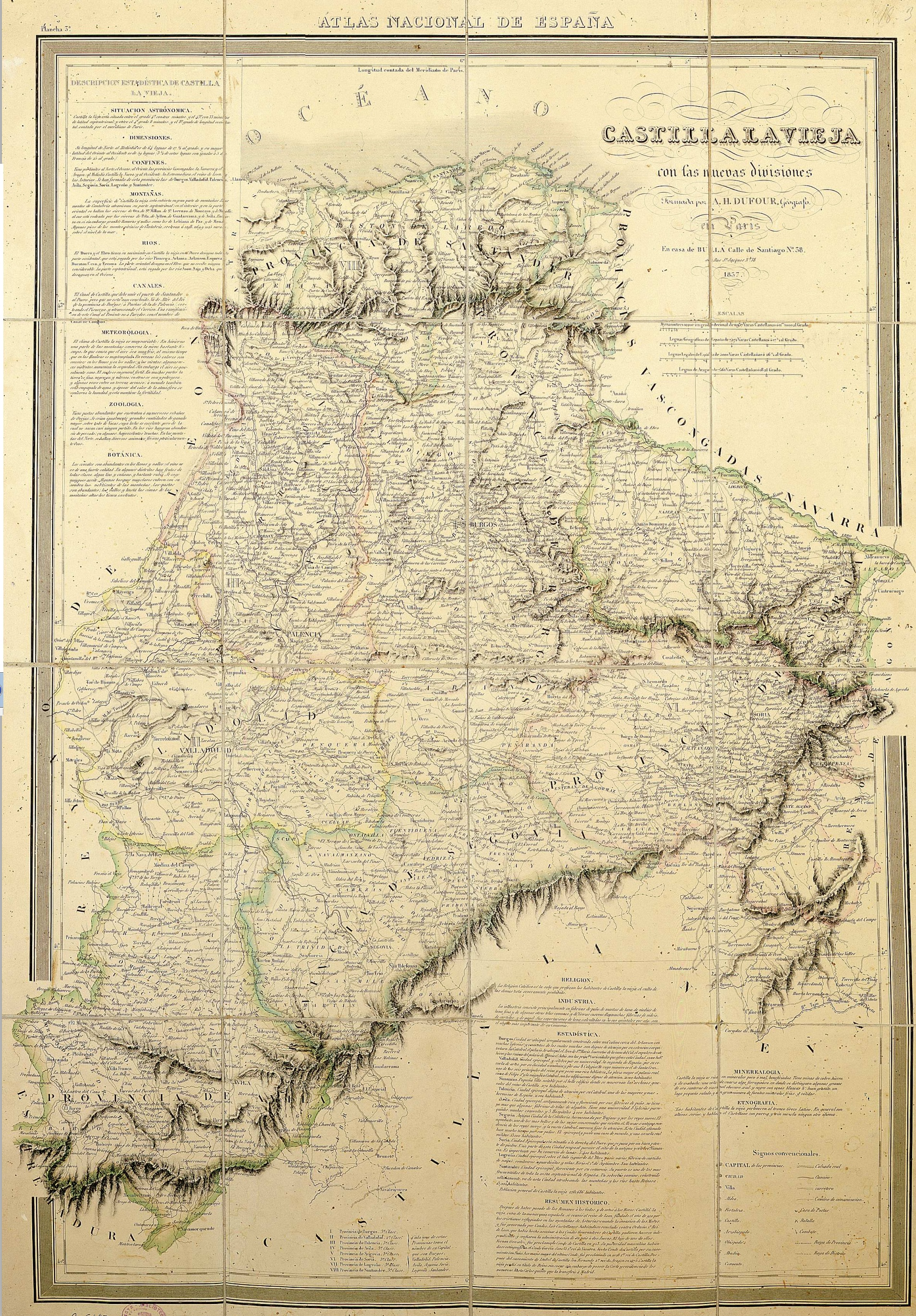
Castilla la Vieja con las nuevas divisiones; mapa de Auguste Henri Dufour de 1837.

Tras el final del franquismo, se abrió un proceso de reorganización territorial del Estado que devino en la formación de las comunidades autónomas. De este modo, en 1983, Castilla la Vieja quedó integrada en su mayor parte dentro de la comunidad autónoma de Castilla y León, junto a las provincias que formaban la Región de León. No obstante, las antiguas provincias de Santander y Logroño no se integraron en esta autonomía, formando sendas comunidades uniprovinciales, denominadas Cantabria y La Rioja.
Actualmente algunos grupos minoritarios, defienden su recuperación como comunidad autónoma independiente, segregada de la Región Leonesa. Entre ellos estaban el ya desaparecido Ciudadanos de Burgos por Castilla la Vieja (CIBu). [cita requerida]